# Jindřich Fügner

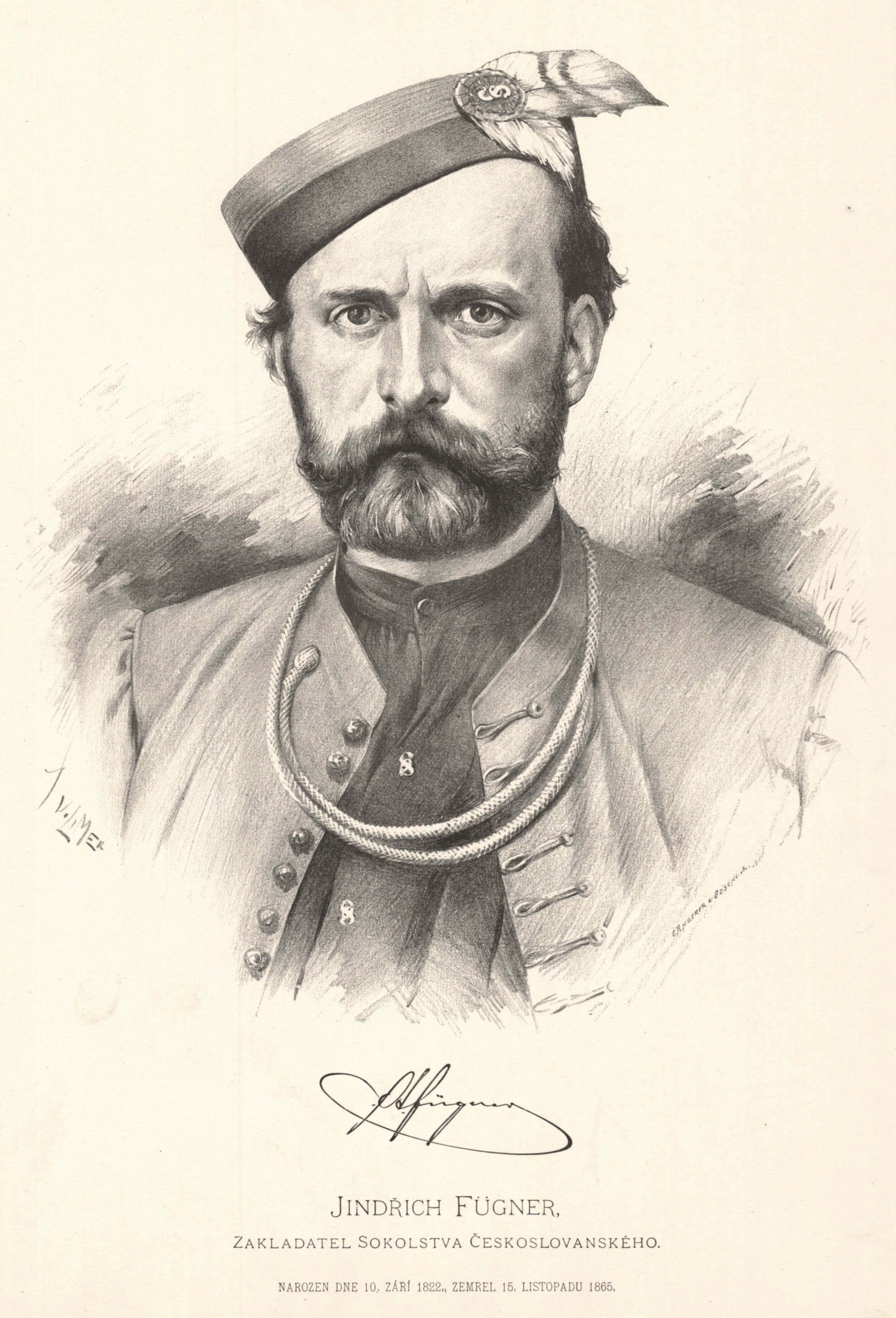
Jindřich Fügner in der Uniform des Sokol, Zeichnung: Jan Vilímek

Jindřich Fügner (* 10. August 1822 in Prag als Heinrich Anton Fügner; † 15. November 1865 ebenda) war ein Prager Kaufmann, Freigeist und Sportfunktionär.

## Leben
Fügner besuchte das Piaristengymnasium in Prag und schloss eine Kaufmannslehre in Triest ab. In einem langjährigen, zum Teil ausländischen Studium, vor allem in England, eignete er sich ein breites Allgemeinwissen an und entwickelte liberale Positionen. Fügner beherrschte mehrere Sprachen. 1848 war er Oberleutnant der Prager Nationalgarde. Er übernahm 1849 den Familienhandelsbetrieb und leitete seit 1859 die Prager Generalagentur der Versicherung Nuova Societa Commerciale d'Assecurazioni.
Neben seinem Beruf widmete er sich seinen Hobbys Musik und Sport (vor allem Fechten, Reiten und Segeln) und war gesellschaftlich sehr interessiert.
1853 heiratete er Kathi (Katharina/Kateřina) Turecká (1834–1906) und gehörte seit 1854 der Handels- und Gewerbekammer an.
Als er in den Zirkeln der tschechischen Nationalbewegung Miroslav Tyrš begegnete, half er ihm bei der Umsetzung der Idee der Gründung eines Turnerbundes. Fügner plante anfangs einen Verein für Tschechen und Deutsche. Er wurde dann der erste Vorsitzende des am 16. Februar 1862 neu ins Leben gerufenen Sokol Pražský. Sein Verdienst ist auch der Bau der ersten Turnhalle in Prag. Mit seiner Erfahrung und organisatorischen Talent unterstützte er das Werk seines zehn Jahre jüngeren Freundes und der Hauptfigur der Bewegung. Durch die persönliche Einstellung Fügners war der Turnverein Sokol demokratisch geprägt.
Seine Tochter Renata Maria Adelina Fügner (31. Juli 1854 Prag – 22. Februar 1937 Prag) heiratete 1872 Tyrš und wurde Kunsthistorikerin, Ethnographin und Kunstkritikerin. Im Sokol war sie als Turnleiterin, Funktionärin und Historikerin tätig.